# Người Thổ Nhĩ Kỳ
Người Thổ Nhĩ Kỳ (tiếng Thổ Nhĩ Kỳ: số ít: Türk, số nhiều: Türkler), là một nhóm dân tộc chủ yếu sống ở Thổ Nhĩ Kỳ và trong các vùng đất cũ của Đế chế Ottoman Thổ Nhĩ Kỳ, nơi dân tộc thiểu số đã được thành lập tại Bulgaria, Cộng hòa Síp, Bosnia và Herzegovina, Gruzia, Hy Lạp, Iraq, Kosovo, Macedonia, România và Syria. Ngoài ra, do di cư, một cộng đồng lớn Thổ Nhĩ Kỳ đã được thiết lập ở Tây Âu (đặc biệt là tại Đức, Pháp, Anh, Hà Lan, Áo, Bỉ, Liechtenstein), cũng như tại Úc, Trung Đông, Bắc Mỹ và Liên Xô cũ.